# Erylus discophorus
Erylus discophorus är en svampdjursart som först beskrevs av Schmidt 1862.  Erylus discophorus ingår i släktet Erylus och familjen Geodiidae. Utöver nominatformen finns också underarten E. d. deficiens.